# Musée des Sciences et de l'Industrie (Manchester)

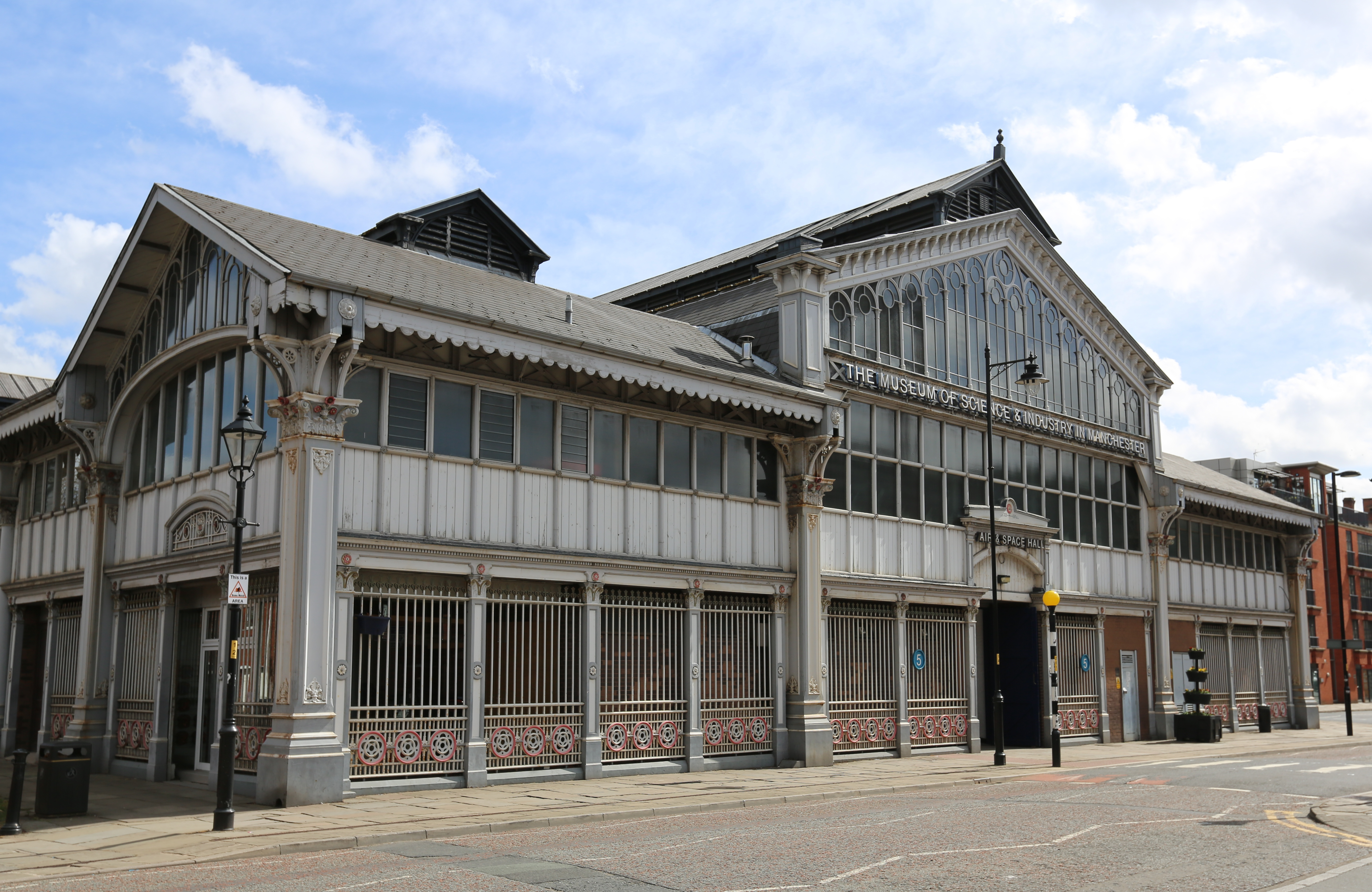
Extérieur du Pavillon de l'Air et de l'Espace.

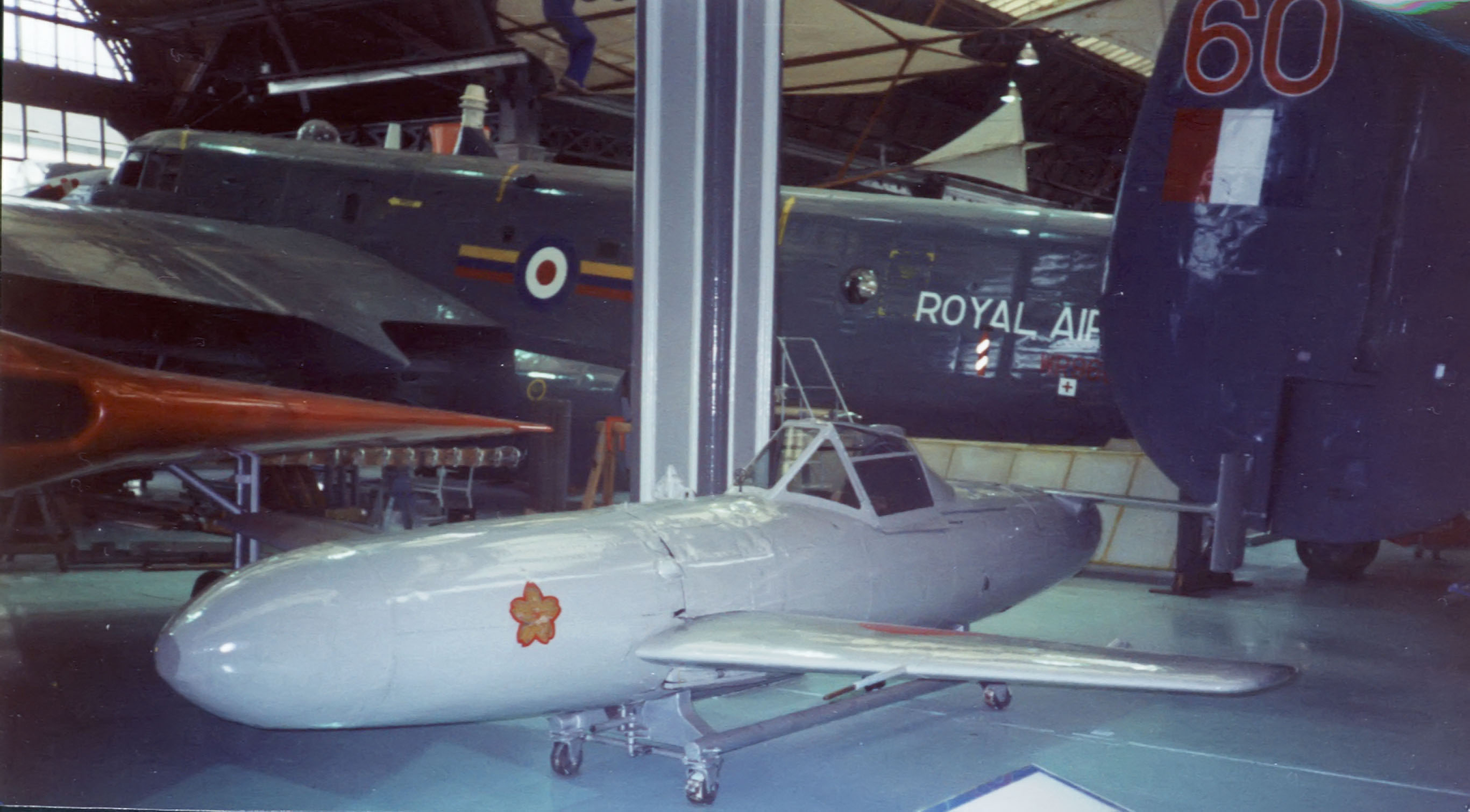
Un avion kamikaze Ohka.

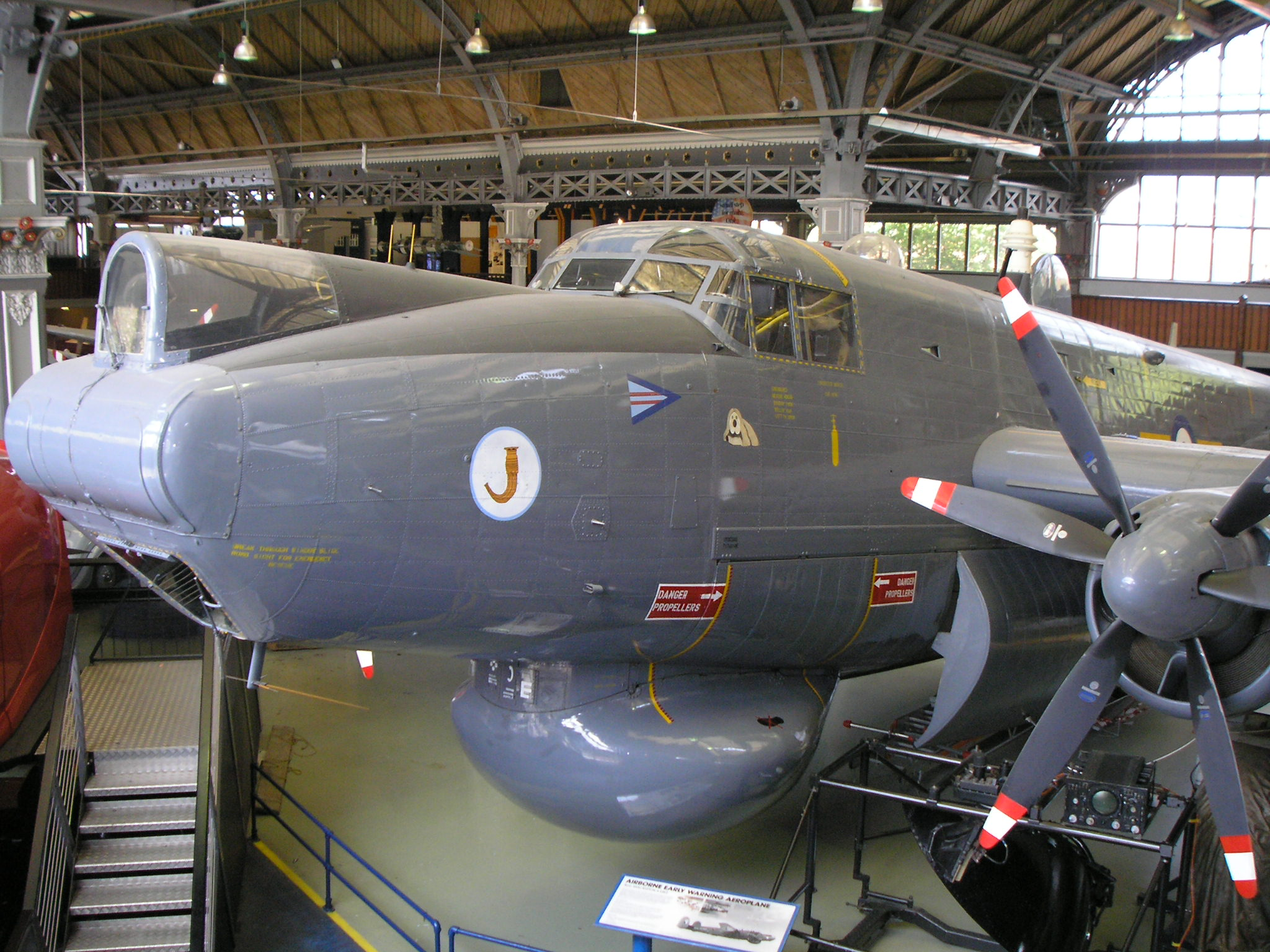
Un Avro Shackleton exposé au musée.

Le Musée des Sciences et de l’Industrie de Manchester, en Angleterre, est un important musée consacré au développement des sciences, des technologies et de l’industrie, et particulièrement au riche passé de l'agglomération dans ces trois domaines. Il dépend du Science Museum Group, une autorité administrative indépendante du Département de la Culture, des Médias et du Sport, qui a fusionné avec le National Science Museum en 2012.
On y trouve une importante collection de véhicules historiques (voitures, avions, locomotives et matériel roulant), plusieurs machines hydrauliques et électriques, des machines à vapeur et des moteurs à explosion. Une salle est consacrée à l'histoire de l'assainissement et du réseau d'égouts de Manchester, d’autres à l’industrie textile, aux télécommunications et à l’informatique.
Il fait partie de la Route européenne du patrimoine industriel et occupe l'emplacement de la première gare de chemin de fer au monde : la Liverpool Road Station, desservie par la Liverpool and Manchester Railway et inaugurée au mois de septembre 1830. La façade de la gare et son entrepôt de 1830 sont tous deux classés Monuments de Grade I. Les weekends et pendant les ponts, le musée organise des voyages en train à vapeur.

## Historique
Le musée s’appelait le North Western Museum of Science and Industry lors de son inauguration en 1969 dans les locaux temporaires de Grosvenor Street à Chorlton-on-Medlock. Il entretenait des liens étroits avec l’Institut de sciences et technologies de l'université de Manchester, en tant qu’émanation du Department of History of Science & Technology.
En 1978, le Greater Manchester Council a racheté au « sterling symbolique » à British Rail les bâtiments les plus anciens de la Liverpool Road Station, qui avait fermé en 1975. Le musée a été transféré sur ce site et inauguré le 15 septembre 1983 ; par la suite, il s'est agrandi jusqu'à occuper tout l'emplacement de cette ancienne gare.
Depuis 2007, le musée organise à Manchester une Fête de la Science annuelle.

## Description
Le Musée des Sciences et de l'Industrie est divisé en plusieurs sections :

### Machines

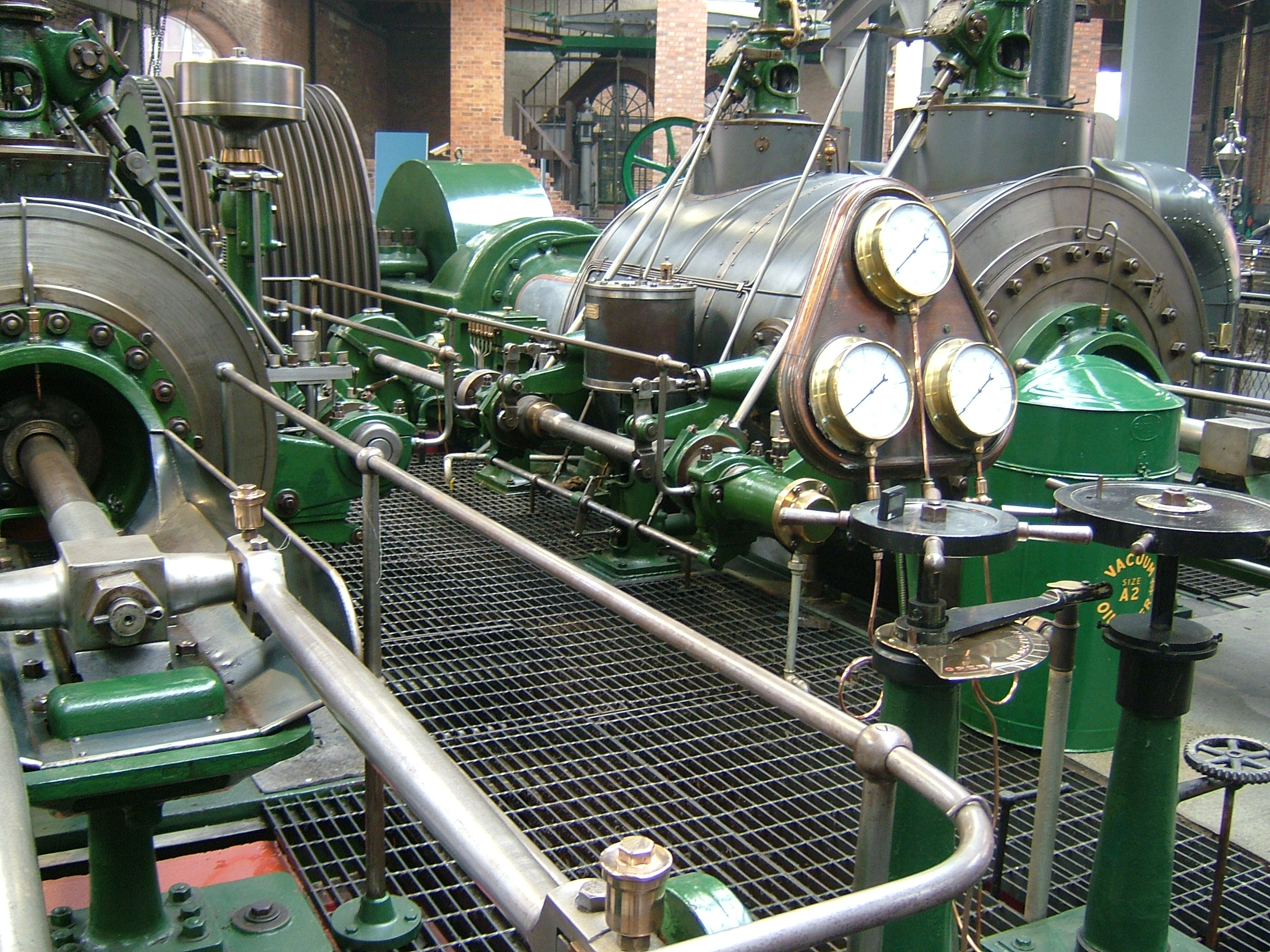
La dernière machine à vapeur ayant équipé une usine.

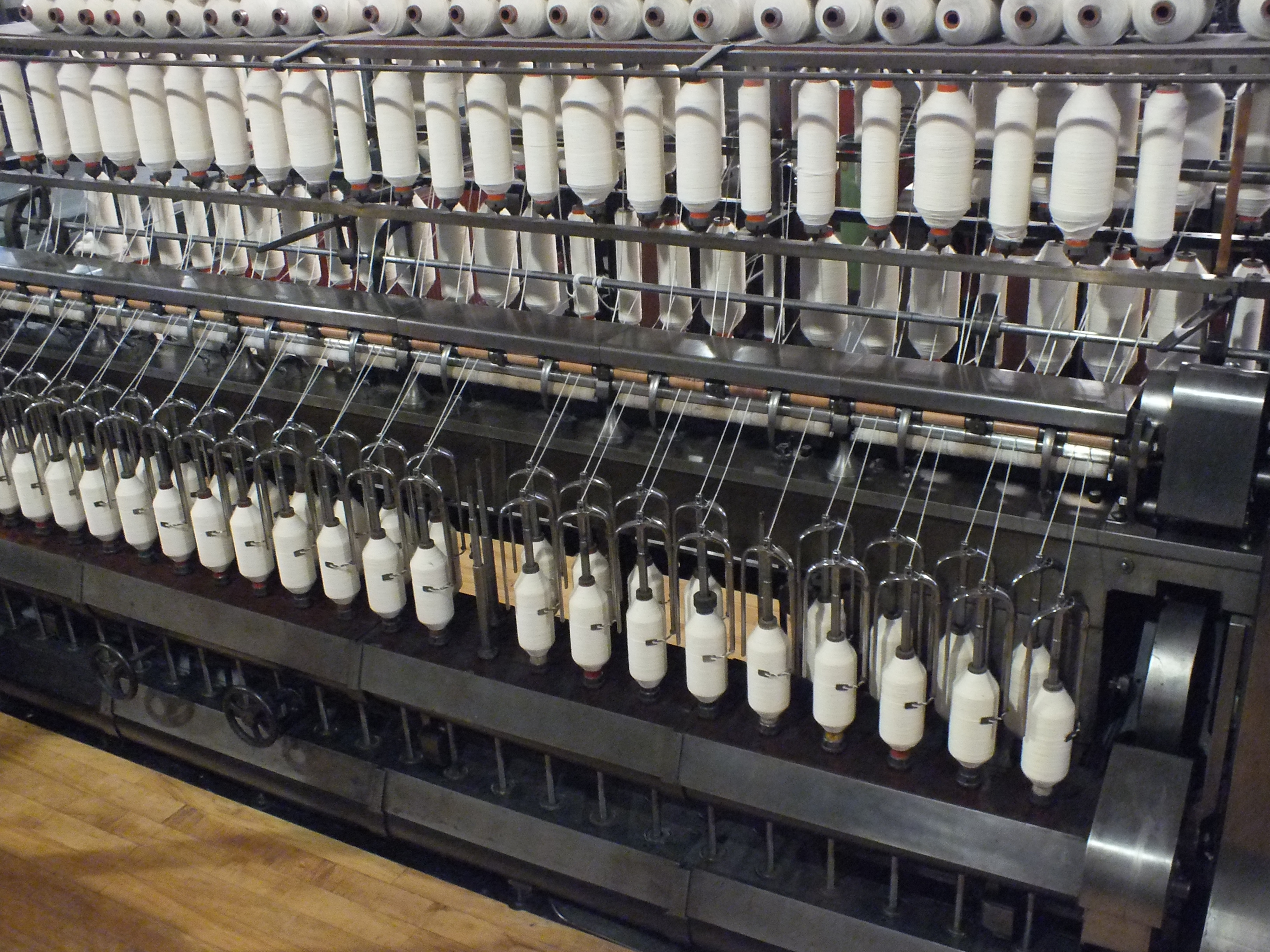
Métier à tisser

On y trouve une importante collection de machines à vapeur fixes : moteurs à air chaud, moteurs diesel, pompes, génératrices électriques de puissance etc. La plupart sont operationnelles et sont mises en route de temps en temps pour en montrer le fonctionnement. Ce département possède la dernière machine à vapeur d'Angleterre ayant équipée spécifiquement une usine.
Il y a aussi des métiers à tisser et des filatures qui montrent tout le conditionnement permettant de transformer la laine brute en drap. Ces machines sont également en état de fonctionner et tournent pendant quelques minutes à intervalles réguliers.
Informatique :
- une réplique de la Small-Scale Experimental Machine
- La galerie Connected Earth, inaugurée en octobre 2007, retrace l'histoire des télécommunications à Manchester et dans le Nord-ouest de l'Angleterre.

### Transports
Le musée dispose de larges salles sur le thème des transports (chemin de fer, vaisseaux spatiaux).
Aviation :
- un  Avro Shackleton intact de la RAF et d'autres appareils Avro, construits dans la région, aux ateliers de Chadderton et de Woodford
- un Supermarine Spitfire
- un Hawker Hunter

Locomotives:
- une reconstitution de la Novelty de John Ericsson, incorporant des éléments de l'original de 1829.
- une tractrice à courant continu (1,5 kV) British Rail Class 77 n°27001 Ariadne, fabriquée par Metropolitan-Vickers en 1953.
- South African Railways GL class Garratt n°2352. Construite en 1929 par Beyer, Peacock and Company de Manchester.
- Pakistan Railways 4–4–0 : une locomotive à écartement irlandais construite par Beyer, Peacock and Company.

En certaines occasion, les visiteurs peuvent prendre le train à l'intérieur du musée : ces trains sont tirés par les deux locomotives à vapeur du musée encore opérationnelles :
- Planet, reconstitution d'une locomotive de classe Planet, de la Robert Stephenson & Co., fabriquée par les Amis du Musée des Sciences et de l'Industrie en 1992. La locomotive originale date de 1830 et tirait les trains de la ligne Liverpool-Manchester.
- Agecroft n°1 : une locomotive à tender de type Eight wheel, fabriquée par les ateliers Robert Stephenson and Hawthorns en 1948 pour la centrale thermique d'Agecroft, et restaurée depuis 2011.

La voie de chemin de fer du musée est reliée au réseau national rail par l'aiguillage d’Ordsall Lane Junction ; mais Network Rail a fait savoir que l'antenne d’Ordsall Chord allait croiser la voie du musée et réduire le nombre de manifestations muséales.